# Drori-Hansen Furniture
Drori-Hansen Furniture er en dansk musikgruppe bestående af Erann DD som forsanger og Casper Hansen som bassist.

## Diskografi
- For Their Friends - 1995
- Family - 1996